# Боровик (приток Боровой)
Борови́к (укр. Боровик) — река в Луганской области Украины, правый приток Боровой. Длина реки — 40 км, площадь водосборного бассейна — 232 км², уклон — 2,3 м/км.

## Течение
Берёт начало неподалёку от села Барыкино, протекает по территории Кременского и Старобельского районов и впадает в реку Боровую на расстоянии 43 километра от её устья у села Булгаковка.

## Населённые пункты
- село Климовка[2]
- село Голубовка[2]
- село Скарговка[2]
- село Прогресс[3]
- село Булгаковка[3]